# Yui Sakakibara
Yui Sakakibara (榊原ゆい), née le 13 octobre 1980, est une chanteuse, danseuse, chorégraphe, compositrice et seiyū japonaise. Elle est apparue lors de l'émission Kōhaku Uta Gassen comme danseuse de Ami Suzuki de 1999 à 2000. Elle commence sa carrière de chanteuse en 2004 avec le single Jewelry days.

## Discographie

### Albums
1. Yuithm (27 janvier 2006)
2. Honey (22 septembre 2006)
3. Princess (21 septembre 2007)
4. Joker (10 septembre 2008)
5. Yeeeeell! (26 août 2009)
6. Bloody Tune (25 août 2010)
7. Ringing (24 août 2011)
8. Fractal (29 août 2012)
9. Amazing (27 août 2014)

### Albums concepts
1. ~Phantasm~ End Prophecy (6 mai 2009) (Album de Personnages)
2. Dream Party Memorial Album (Dream Party メモリアルアルバム?) (30 juin 2009)
3. Bloody Tune Radio Specialist Collection (25 février 2011)
4. ~Phantasm~ Revival Prophecy (21 décembre 2011) (Album de Personnages)

### Compilation
1. LOVE×singles (3 juillet 2009)
2. Evergreen (26 novembre 2009)
3. You I: Sweet Tuned by 5pb. (You♡I (ゆい) -Sweet Tuned by 5pb.-?) (3 février 2010)
4. LOVE×singles2 (30 janvier 2013)
5. Splash! (28 août 2013)
6. Love x Cover Songs (26 mars 2014)
7. Love x Cover Songs 2 (28 janvier 2015)

### Singles
1. Jewelry days (27 août 2004)
2. Kono Hanasaku Koro (此の花咲ク頃?) (29 août 2005)
3. Eternal Destiny (30 septembre 2005)
4. Imitation (14 avril 2006)
5. Again (25 octobre 2006)
6. Magical★Generation (マジカル★ジェネレーション?) (25 octobre 2006)
7. Far Away (6 avril 2007)
8. Soshite Boku wa... / Rise (そして僕は.../RISE?) (24 octobre 2007)
9. Shining Star (25 octobre 2007)
10. Katayoku no Icarus (片翼のイカロス?) (25 janvier 2008)
11. Koi no Honoo (恋の炎?) (23 avril 2008)
12. Eien no Koi (永遠の恋?) (24 septembre 2008)
13. Try Real! (29 octobre 2008)
14. Gessei no Kanon (月聖ノ蒼炎曲?) (26 novembre 2008)
15. Tsurugi no Mai (剣の舞?) (4 février 2009)
16. KoIGoRoMo / Eternal Snow (25 mars 2009)
17. Marionette (17 avril 2009)
18. Déjà vu / Silky Rain (30 septembre 2009)
19. Nyanderful! / Cross the Rainbow (にゃんだふる!/Cross the Rainbow?) (21 octobre 2009)
20. Komorebi no Sordino (木漏れ日のソルディーノ?) (25 novembre 2009)
21. Happy⇔Lucky X’mas♪ (18 décembre 2009)
22. Konton on Oratorio (混沌のオラトリオ?) (10 février 2010)
23. Let's start now (30 juillet 2010)
24. Love×Quartet 2010 (24 décembre 2010)
25. Blue Mind (29 juillet 2011)
26. Mujuryoku Aria (無重力アリア?) (22 février 2012)
27. Judge of a Life (26 septembre 2012)
28. Seiken Nante Iranai (聖剣なんていらない?) (14 mai 2014)

### Singles de personnages
1. Catch Your Dreams!! (Kamisaka Haruhi) (29 juillet 2005)
2. Otome wa Boku ni Koishiteru Character Image Song PART 3 (乙女はお姉さまに恋してる キャラクターイメージソング PART 3?) (21 septembre 2006)
3. Happiness! Deluxe Character Ending Collection Vol.I (はぴねす!でらっくす キャラクターエンディングコレクションVol.I?) (Kamisaka Haruhi) (20 décembre 2006)
4. Time Leaf Character Disc Ayumi & Ayumu (タイムリープ キャラクターディスク 歩&あゆむ?) (Ayumi avec Toba Suno) (26 octobre 2007)
5. Prism Ark Character Song private songs Vol.1 (プリズム・アークキャラクターソング private songs Vol.1?) (Priecia) (7 novembre 2007)
6. Zaika ni Keiyaku no Chi wo (罪過に契約の血を?) (PHANTASM) (25 juin 2008)
7. ~Glajioul Ki Mokushiroku-hen Yori~ "Haritsuke no Misa" (～グラジオール記黙示録詩編より～『磔のミサ』?) (PHANTASM) (26 novembre 2008)
8. CHAOS;HEAD ~TRIGGER 3~ (Kishimoto Ayase) (28 janvier 2009)
9. Allelujah no Fukuin / Mikkyou no Kubikazari (アレルイヤの福音 / 密教の首飾り?) (PHANTASM) (25 février 2009)
10. Unmei no Farfalla (運命のファルファッラ?) (PHANTASM) (25 novembre 2009)
11. Inori no Violet (祈りのヴィオレット?) (PHANTASM) (28 avril 2010)
12. Tokitsukasadoru Juni no Meyaku (刻司ル十二ノ盟約?) (PHANTASM) (25 mai 2011)
13. Preghiera no Tsukiyo / EUPHORIA ~Tsugunai no Requiem~ (プレギエーラの月夜 / EUPHORIA ～償いのレクイエム～?) (PHANTASM) (22 juin 2011)

### Singles Event
1. MUSIC in my heart (11 août 2006)
2. Dream a go! go! (13 octobre 2006)
3. Premonition Dream / Shiny Road (29 avril 2007)
4. Trust in me (1er juin 2007)
5. Rose Quartz (octobre 2007)
6. Aqua Voice (26 octobre 2007)
7. HappyDay☆ (mai 2008)
8. Blue eyes (30 mai 2008)
9. The desert of time (octobre 2008)
10. Love♥Island (24 décembre 2008)
11. I'll be there (14 février 2009)
12. It's show time (30 avril 2009)
13. Twinkle Happiness (26 août 2010)
14. Kimi'iro / Love Is Love (君色 / Love is Love?) (11 février 2011)
15. Manatsu no Cielo/Samurai Girl (真夏のCielo/サムライガール?) (27 janvier 2012)

### Singles Splits
1. Koisuru Kioku / Negai (恋する記憶 / ねがい?) (avec Chata) (29 février 2008)
2. Soon / Love Rice (Soon / ラブライス?) (avec Chata) (23 juillet 2008)
3. Tsumasaki no Ripple (つまさきのリプル?) (avec Kawashima Rino) (27 mars 2009)
4. Sakura Philosophy (さくらフィロソフィー?) (avec Aoba Ringo) (26 juin 2009)
5. Neko Neko Ondo (ねこねこ音頭?) (avec Imai Asami et Fukui Yukari) (18 novembre 2009)

## Rôles notables en tant que seiyu

### Animes
- Chaos;Head = Ayase Kishimoto
- H2O: Footprints in the Sand = Hamaji Yakumo
- Happiness! = Haruhi Kamisaka
- Otome wa Boku ni Koishiteru = Hisako Kajiura
- Prism Ark = Priecia
- Super Robot Wars Original Generation: Divine Wars = Leona Garstein
- Saishū Shiken Kujira = Niina Mikage

### OVA
- Papillon Rose = Sister Pchela
- Yotsunoha = Nono Nekomiya
- TOHO PROJECT SIDE STORY - MEMORY of STAR = Houraisan Kaguya

### Jeux de consoles
- Chaos;Head Noah = Ayase Kishimoto
- Chaos;Head Love Chu Chu! = Ayase Kishimoto
- Chocolate♪Kiss = Natsuki Tachibana
- Fuuun Bakumatsuden = Ikumatsu
- Happiness! De:Luxe = Haruhi Kamisaka
- Jockey's Road = Hikaru Kamiya
- Konohana = Mayumi Shiina et Yuko Oomi
- Kūron Youma Gakuenki = Itsuha Hibiki et Mayuko
- Mutsuboshi☆Kirari ~Hoshifuru Miyako~ = Hokuto et Araki Miyako
- Nukumori no nakade ~in the warmth~ = Rina Shinbashi
- Ojousama Kumikyoku -SweetConcert- = Nanase Iwamoto
- Nyan Koi! = Kanade
- Saishū Shiken Kujira Alive = Niina Mikage
- Shinsengumi = Ikumatsu
- SIMPLE2000 Series Vol.78 THE Uchū Sensou
- Solfège = Kagura Fujimiya
- St. Luminous Mission High School = Yuka Tajima
- Super Robot Wars (series) = Leona Garstein
- Tokyo Majin Gakuen Gehouchou Keppuuroku = Fureiya
- Yggdra Union = Kylier

### Jeux sur PC
- Ah! Ojousama = Kaori Shihou
- Akanaeru Sekai no Owari ni = Chifuyu Oumi
- Album no Naka no Hohoemi = Yuzuko Sugadaira
- Alpeggio ~Kimiiro no Melody~ = Chisato Kitami
- Ane mo ne = Futaba Shingūji
- Aquanauts of a morning calm = Mio Asanagi
- Blaze of Destiny = Lena Raputohōn
- Braban! -The bonds of melody- = Tae Nakanoshima
- C C Syndrome = Badrinath Silva
- Chaos;Head = Ayase Kishimoto
- Chu×Chu Idol -The idol is a Vampire?- = Chuchu Astram et Chiyu Nakauchi
- Dies irae -Also sprach Zarathustra- = Marie
- E×E = Madoka Kamigoryou
- FairChild = Kotori Hazumi
- Figurehead = Eolie
- Gakuen Counsellor = Akiko Oodate
- Gift = Kirino Konosaka
- Gift ~Nijiiro Stories~ = Kirino Konosaka
- GLAS AUSZEICHNUNG = Wakana Mizuki
- Gunjou no Sora wo koete = Wakana Mizuki
- H2O: Footprints in the Sand = Hamaji Yakumo
- Hajimete no Otetsudai = Yuuki Momono
- Happiness! = Haruhi Kamisaka
- Happiness! Re:Lucks = Haruhi Kamisaka
- Happy Marguerite = Karin Hortensia Minase
- Harukoi Otome ~Otome no Sono de Gokigenyou = Umi Hayasaka
- Heart de Network = Mari Tsudanuma, Mūchan et MARINE
- Hello from the woman educational institution. = Umi Hayasaka
- "Hello, world" = Natsumi Aibara
- Himesama ririshiku! = Atirene
- Kakoi ~Zetsubou no Shojo Kangokutou = Kaede Kurata et Reika
- Kao no nai Tsuki Suzuna Nikki (édition limitée pour fan club) = Suzuna Kuraki
- Koiotome = Misora Yamato
- Maid to Majutsushi = Ouki
- Mayonaka wa Ware no Mono = May
- Memories Zero ~Aoi Hikari no Yakusoku~ = Yuumi Futaba
- Motto Muriyari! = Moemi Asagi
- Mutsuboshi☆Kirari = Hokuto et Araki Miyako
- Nono to Kuraso! = Nono Nekomiya
- Osananajimi tono Kurashikata = Nono Nekomiya
- Oshikake★Harem = Excel Bouquet
- Otaku☆Masshigura = Yoshitsuki Fukushima
- Pastel = Mio Momose
- Pia-jong = Reona Kinoshita
- Piano no Mori no Mankai no Shita = Kamimori Sakurano et Konohana
- Prism Ark = Priecia
- Potto -Rondo for Dears- = Kimika Ogata
- Puni Puni☆Handmade = Pochiko and Bochiko
- Saishū Shiken Kujira = Niina Mikage
- Sakura Sakura = Kurumi Tachibana
- Spitan Spirits Expedition -in the Phantasmagoria- = Zena Clousy
- Sukidayo! = Rina Shimbashi
- Sumaga = Amaho Kusakabe
- Suwito! = Haori Midou
- Time leap = Ayumu
- to... = Miho Ogasawara
- Yotsunoha = Nono Nekomiya

### CD Drama
- Akanaeru Sekai no Owari ni = Chifuyu Oumi
- Dies irae Drama CD Wehrwolf = Marie
- Happiness! Yuki no Valentine's Day = Haruhi Kamisaka
- Gift Drama CD (series) = Kirino Konosaka
- Himesama ririshiku! = Atirene
- Otome wa Boku ni Koishiteru = Nao Sakurai et Hisako Kajiura
- Osananajimi tono Kurashikata 140 cm no Yukidaruma = Nono Nekomiya
- Play☆Stationery = Harumi
- Prism Ark (series) = Priecia
- Sukidayo! = Rina Shimbashi